# Снежана Јовчић Олђа
Снежана Јовчић Олђа (Јабука, 1967.) српска је академска сликарка и професорка на Факултету ликовних уметности (ФЛУ) у Београду.

## Биографија
Снежана Јовчић Олђа је завршила Факултет ликовних уметности (ФЛУ) у Београду, Сликарски одсек, 1991. године у класи професора Славољуба Чворовића. Магистрирала је 1994. на предмету Зидно сликарство-мозаик, на Сликарском одсеку ФЛУ под менторством професора Бранка Миљуша. Докторски уметнички пројекат „Од мозаичког портрета до иконе“ одбранила је 2015. под менторством професора Зорана Граовца.
Запослена је на ФЛУ у Београду, у звању асистента од 2009. Редовни је професор на предмету Зидно сликарство-мозаик, на Сликарском одсеку од 2024. Чланица УЛУС-а је од 1993.
Њени уграђени мозаици духовне тематике налазе се у манастирима Гргетег (Христ Пантократор, 1992), Острог (Царица Јелена, 1992), Мало Средиште (Богородица Тројеручица, 2012) и црквама Светог Кнеза Лазара (Свети Кнез Лазар, 1997. и Бели Анђео, 2000, Бирмингем), Светог Марка (Трнавци) и Светог Саве (Лондон).

### Избор самосталних изложби:
- „Путевима римских мозаика“, Галерија „Хелиос“, Темишвар (2017);[4]
- Пејзажи на папиру, Галерија СКЦ, Нови Београд (2018);
- „Мозаици у дијалогу“, Изложба мозаика заједно са Матком Кезелеом, Музеј Пригорја, Загреб (2019);
- Изложба цртежа, Галерија „Боем“, Старчево (2021);
- Докторска изложба мозаика „Од мозаичког портрета до иконе“, Галерија ФЛУ, Београд (2022).

### Избор групних изложби:
- 6. Међународна изложба „Камен у архитектури и уметности“, Галерија РТС, Београд (2019);
- 9. Бијенале мозаика „Лепота предања“, Царска палата Феликс Ромулиана, Зајечар (2020);
- Прва међународна изложба „Минијатуре Сирмијума“, Музеј Срема, Сремска Митровица (2021);
- 10 међународна изложба „Камен у архитектури и уметности“, Галерија Јосип Бепо Бенковић, Херцег Нови (2022);
- Међународна изложба „Свети Сава Светогорац и Хиландарац“ – савремени уметнички израз, Галерија „Рафаел Михаилов“, Велико Трново (2022).

### Награде и признања:
- Награда ФЛУ за мозаик, Београд (1987);
- Награда ФЛУ за цртеж, студију великог формата, Београд (1987);
- Откупна награда за мозаик, 6. Бијенале Милене Павловић Барили, Пожаревац (1995);
- Награда публике за мозаик, 6. Бијенале Милене Павловић Барили, Пожаревац (1995);
- Откупна награда 45. Салона уметности Панчева, Галерија савремене уметности, Панчево (2015);
- Похвала за изузетан уметнички рад, 5. Бијенале акварела малог формата, Галерија СКЦ, Нови Београд (2017);
- Награда Салона уметности Панчева, Галерија савремене уметности, Панчево (2019);
- Награда за мозаик у камену, 6. Међународна изложба „Камен у архитектури и уметности, Галерија РТС, Београд (2019);
- Награда за мозаик у камену, 10. Међународна изложба „Камен у архитектури и уметности“, Галерија „Јосип Бепо Бенковић“, Херцег Нови (2022).

## Уметничко дело
Уметнички истраживачки поступак Снежанe Јовчић Олђа утемељен је на проучавању сликарског, декоративног, монументалног и технолошког аспекта мозаика као технике зидног сликарства. Креће се од интимистичких мозаика галеријских формата изведених на сликарски начин минуциозном обрадом природног камена, инверзном техником, до екстеријерних мозаика великих формата, који истражују потенцијал ове технике у визуелном преобликовању јавних, пре свега сакралних простора. У тематском смислу, мозаици обрађују две основне групе мотива: инспирисани природом (зооморфни, флорални, антропоморфни) и сакрални мотиви инспирисани византијским иконографским наслеђем, уз међусобну корелацију и обостране утицаје. Изван мотивске одређености је истраживање и сучељавање структуралних елемената грађе мозаичких целина, комбиновањем камена са другим природним материјалима, као што су кости, дрво, фосили.